# 湘妃劍
《湘妃劍》為古龍早期作品，為早期作品中的名作。1960年10月到1963年7月真善美出版，1960年10月至1961年2月台灣〈上海日報〉連載10-26集。篇幅與《孤星傳》相去不遠，出版間隙之現象應類似，1973年於武俠世界上改名為《金劍殘骨令》重新連載，之後南琪、萬象均以此名《金劍殘骨令》出版成冊。

《湘妃劍》，天地圖書出版社版本，1999年出版

## 故事大綱
通过男主角仇恕为父报仇的故事，描写众多江湖人物微妙而复杂的内心情感，透析人性。

## 主要人物
- 仇恕

「仇先生」仇獨之子。
“人中之龙”(過去的武林至尊，常被視為古龍筆下武功最高的人物)海天孤燕、“五湖龙王”龙在田、“圣手书生”淳于独秀之徒。
化名繆文
- 毛文琪

灵蛇毛臬之女,
師從「屠龍仙子」。慕容惜生師妹，喜歡仇恕。
- 慕容惜生

「屠龍仙子」的首徒。毛文琪師姊。

## 次要人物
- 「仇先生」仇獨

仇恕之父, 所施的那一手「万流归宗」，确实已到了传说中‘摄金吸铁’的境界，有一身无可比敌的武功，刚愎自用、率性而为,，和海天孤燕结成好友,，亦因此得成他震惊武林的“万流归宗”心法。
- 「灵蛇」毛臬

七劍三鞭之一，浙江大豪 ，師從五台和尚，利用仇独的残骨，在武林取得霸业，他虽然没有自立门户，但是他的“残骨令”，却被武林中人视为至宝，因为无论任何人，只要还想在江湖上混的，就得听这“残骨令”的命令，身懷絕學“龍捲風雲”。
- 「鐵算子」計謀

：毛臬的結拜二弟，好狡百出，機智深沉。
- 「八面玲玫」胡之輝

：毛臬的結拜三弟，平安鏢局總鏢頭。
- 「鐵手仙猿」 侯林

：毛臬的結拜四弟，淮南鷹爪派中人，江浙一帶的成名高手，鐵騎神鞭隊的統帥，擅使“大力鷹爪手”。
- 「鐵膽使者」錢卓

十大玉骨使者首席，毛臬大弟子。
- 「玉面使者」龐士湛

十大玉骨使者之一，毛臬二弟子，愛慕毛文琪。
- 「凌風使者」龐良湛

十大玉骨使者之一，毛臬三弟子，愛慕毛文琪。
- 「異軍使者」長孫策

十大玉骨使者之一，心智最是深沉，行事也最是謹慎。
- 「銀刀使者」歐陽明

十大玉骨使者之一，實為毛臬仇人的後代。
- 「奪命使者」鐵平

十大玉骨使者之一，實為毛臬仇人的後代，愛慕毛文琪。
- 「玉壁使者」 孔希

十大玉骨使者之一，愛慕毛文琪。
- 「追雲使者」尉遲東山

十大玉骨使者之一。
- 「神劍使者」梅允泰

十大玉骨使者之一。
- 尉遲南松

十大玉骨使者之一。
- 毛冰

毛臬的妹妹, 仇恕之母。
- 「巴山劍客」柳復明

七劍三鞭之一，與宋令公是生死知已。
- 「青萍劍」宋令公

七劍三鞭之一，與柳復明是生死知已。
- 「河朔雙劍」汪一鵬、汪一鳴

七劍三鞭之二，劍法稱雄兩河，乃當世一流高手。
- 「子母雙飛」丁衣

七劍三鞭之一，又稱「左手神劍」，廣西大豪。
- 「鴛鴦雙劍」程楓、林琳

七劍三鞭之二，陝甘俠侶，人稱「一字劍」程楓和「素女」林琳。
- 「七星鞭」杜仲奇

七劍三鞭之一，與毛臬交情最深厚。
- 「百步飛花」林琦箏

七劍三鞭之一，點蒼派高手，前點蒼掌門人之妹的愛徒，今點蒼掌門人的師妹，謝鏗去世後在一無管束的情形下變得十分放蕩。
- 「神劍手」謝鏗

：點蒼派高手，林琦箏的師兄，林琦箏初出江湖之時就已去世。
- 「清風劍」朱白羽

武当派首席剑客，使用九九八十一手「九宫连环剑」，剑剑连环，如长江大河之水，滔滔不绝。
石憐的师兄。
- 石磷

武当山灵空剑客的亲传弟子, 和毛冰是儿时青梅竹马的朋友，朱白羽的师弟。
- 靈空真人

武當派絕頂高手，石磷、朱白羽的師傅。
- 白老宗祖

百十年前武當派的一代劍豪。
- 「金劍俠」端木方正

武当派一代剑豪白老祖宗的傳人，以金劍作標記。
- 「穷神」凌龙

丐帮帮主
以“混元一气童子功”闻名武林的异人。
- 「神掌」魏凌風

崑崙五老中的第二位，當今崑崙掌教的弟子，擅使崑崙神掌，絕技為‘六陽手’。
- 羅一刀

昔日南京城屠戶幫大哥，後被樑上人折服，現拜入崑崙為掌教門下第七弟子，道號「戒殺」。
- 空幻大師

：原名「沒羽箭」趙國明，曾為浙江永嘉的鏢師，欲殺出軌的妻子和姦夫卻被仇獨阻止，因此與其結仇，後拜入崑崙，為當今崑崙掌教的師弟，欺騙尊長騙走了萬妙先生的信物。
- 「火眼金雕」蕭遲

昔年天下三十六道水路的總巡閱，十七路水寨的總瓢把子，擅使‘大力鷹爪手’和‘分水峨嵋刺’。
- 「金鯉」蕭平

蕭遲之子，現任三十六道水路的總巡閱，十七路水寨的總瓢把子。
- 「太行雙義」金超雄、金超傑

山西大行山快刀會首領。
- 墨一大師

嵩山少林高僧。
- 澄空大師

百十年前的人物，嵩山少林高僧。
- 大空大師

百十年前的嵩山少林派掌教祖師。
- 銀鶴道長

華山派劍宗一流劍手，諸葛一平之子，仇獨是他的杀父仇人。
- 「萬勝刀」王天民

：四川成都府老武師，不堪仇獨羞辱吐血而亡。
- 「神槍」汪魯平

：河南開封府大俠，欲正家法懲罰兒子時被仇獨阻止斷臂，因此與其結仇，後遠走塞外化身關外人魔，建立‘塞上溫柔阱’，十餘年來未曾入關，人稱「人命獵戶」。
- 「離魂圈」諸葛一平

：河北保定府一霸，魚肉鄉里為非作歹，被仇獨找上門時逃到開州縣外的八公橋仍被追上大卸八塊。
- 「飛虹劍」屠夢平

：振武鏢局總鏢頭，宋令公的親傳弟子。
- 「小喪門」劉定國

：振武鏢局鏢頭。
- 「神鏢客」錢宗淵

：振武鏢局鏢頭，來自關外，性格耿直，絕技為“一手三鏢“。
- 「閃電神刀」朱子明

毛臬的手下，十八年前他押的鏢在杭州城外被「一字劍」程楓劫掠。
- 「九足神蛛」樑上人

：聖手先生的記名弟子，交遊之廣遍及天下，耳目之多無所不聞，曾受過萬妙先生的恩情。
- 「大力神」丁霸

：樑上人手下。
- 「七竅」王平

：樑上人手下。
- 「決馬」程七

：樑上人手下。
- 宋小刀

：樑上人手下。
- 陳鐵頭

：樑上人手下。
- 牛三眼

：樑上人手下。
- 倪老七

：樑上人手下。
- 大鬍子

：樑上人手下。
- 張一桶

：樑上人手下。
- 小鐵嘴

：樑上人手下。
- 「鐵掌」尉遲文

淮陰三傑之首，淮揚一帶的水陸大豪。
- 「玉面判」謝東風

淮陰三傑中的二弟，淮揚一帶的水陸大豪，十餘年前與趙國明妻子通姦之人。
- 「雷電劍」彭鈞

淮陰三傑中的三弟，淮揚一帶的水陸大豪。
- 「天醫」吳不可

：百十年前的神醫，為整治綠林和常思奈、司空兩人組成三才聯盟，統帥天下綠林道，稱雄武林近三十年，在洪澤、高郵兩湖之間埋下三才寶藏，後在少林掌教大空大師的感化下皈依佛門。
- 「地煞」常思奈

：百十年前的人物，持有絕代神兵‘轆轤古劍’，與吳不可、司空組成三才聯盟，統帥天下綠林道，稱雄武林近三十年，在洪澤、高郵兩湖之間埋下三才寶藏，後在少林掌教大空大師的感化下皈依佛門。
- 「人魔」司空

：百十年前的人物，擅使暗器‘北斗七星針’，與吳不可、常思奈組成三才聯盟，統帥天下綠林道，稱雄武林近三十年，在洪澤、高郵兩湖之間埋下三才寶藏，後在少林掌教大空大師的感化下皈依佛門。
- 程駒

：曾是海南劍派的高手，後被海天孤雁引到黃海孤島上傳授武學，穿著一片片紫銅組成的衣服，身形肥胖，是仇獨的朋友。
- 潘僉

：曾是海南劍派的高手，後被海天孤雁引到黃海孤島上傳授武學，穿著一片片黃金組成的衣服，身形消瘦，是仇獨的朋友。
- 海天孤燕

：人稱「人中之龍」，數十年前的武林奇人，昔年中原武林各門派的二十七個掌門人無一人能在他手下走滿十招，後來隱居在黃海的一個孤島上，絕技為‘化骨神拳’和‘萬流歸宗’。
- 屠龍仙子

：曾被稱為「毒龍魔女」，隱居河北，生性孤僻，昔年中原武林唯一能和「海天孤燕」对手百招的女剑手，絕技為‘毒龍掌法’和‘屠龍八式’，並且是慕容惜生和毛文琪的师父，曾化身萬妙先生行走江湖。

## 小說目錄
1. 乱刀分尸
2. 剑影鞭丝
3. 年华如梦
4. 浪迹天涯
5. 纯金之剑
6. 玉骨使者
7. 春夜风飒
8. 抽丝剥茧
9. 武林秘辛
10. 奇峰叠出
11. 侦骑四出
12. 叶公之龙
13. 柳暗花明
14. 峰回路转
15. 姐妹情仇
16. 其意幽幽
17. 南湖烟雨
18. 鸳鸯双剑
19. 重翻旧案
20. 连环妙计
21. 侠踪隐现
22. 江南塞外
23. 往事如绘
24. 昆仑来客
25. 阴霾渐布
26. 终露身手
27. 名剑风流
28. 强仇环伺
29. 湖上风波
30. 枭雄之败
31. 错中之错
32. 血指之盟
33. 棋逢敌手
34. 各怀叵测
35. 雨苦风凄
36. 此心难测
37. 爱之礼赞
38. 少年丐者
39. 穷神铁胆
40. 血战峡谷
41. 蛇蝎美人
42. 火炼赤心
43. 血战苦战
44. 湘妃慧剑